# Aiden (groupe)
Pour les articles homonymes, voir Aiden.
Aiden est un groupe de punk rock américain, originaire de Seattle, Washington. Formé en 2003, le groupe se composait de William « wiL » Francis (chant), Jake Wambold (guitare), Jake Davison (batterie), Nick Wiggins (basse) et Angel Ibarra (guitare). Le groupe se sépare en 2016.

## Biographie

### Débuts (2003–2006)

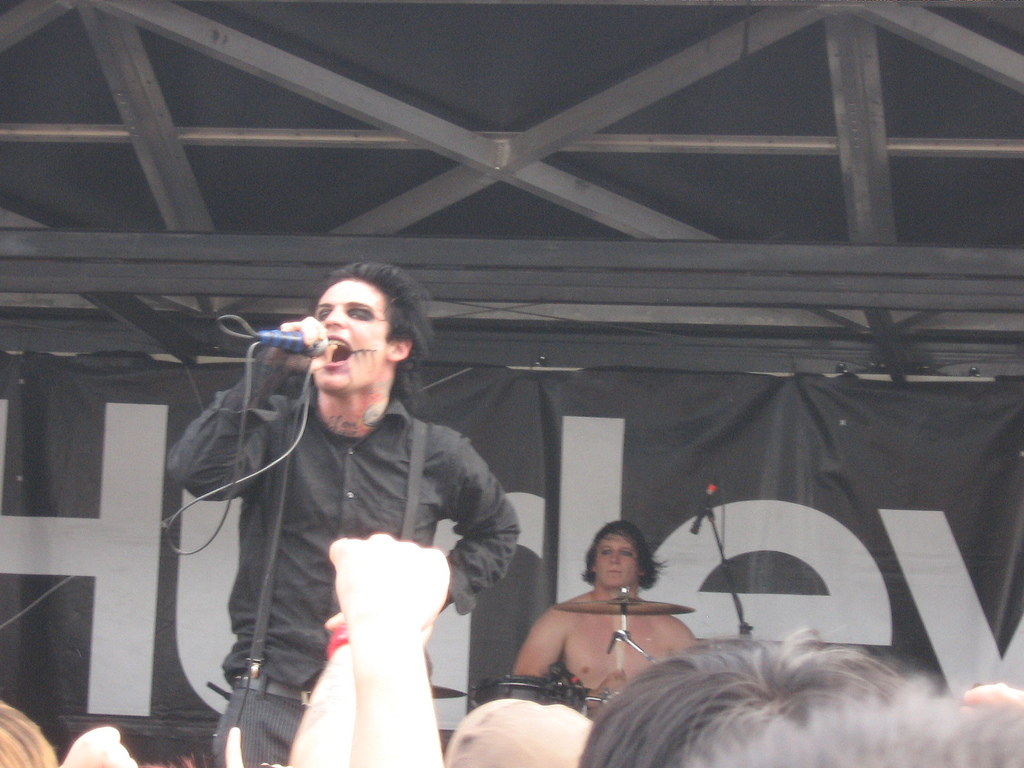
William Wil Francis, sur scène en 2006.

Aiden est formé au printemps 2003 à Seattle, Washington. WiL, à l'origine, jouait de la basse, mais il est devenu chanteur quand celui d'origine a quitté le groupe. Le nom du groupe est tiré du prénom du petit garçon dans The Ring. Leur premier album, Our Gang's Dark Oath, est publié sous le label Dead Teenager Records le 8 juin 2004, cet album est reconnaissable par ses riffs lourds et des parties screamées dans la majorité des chansons. Il est enregistré alors que Jake D et Angel était encore au lycée. Puis sort fin 2004 A Split of Nightmares, un split avec les Stalin's War comporte deux titres du futur Nightmare Anatomy.
En 2005, le groupe signe avec Victory Records. Le 4 octobre 2005 sort le deuxième album, Nightmare Anatomy. dans cet album le thème principal abordé par le groupe est la mort, nous retrouvons ici les influences horror punk de groupes tels que les Misfits qui sont pour wiL et Nick très important (wiL porte sur le bras droit la Fiend Skull, emblème du groupe). De cet album sera tiré trois clips, Knife Blood Nightmare, Die Romantic, The Last Sunrise.
Le 31 octobre 2006 sort Rain In Hell, le premier EP/DVD du groupe. Cet EP signe un changement dans la direction du groupe qui décide de se tourner vers des styles qui ont bercé leurs adolescences. En effet on trouve sur cette EP une reprise des Misfits, Die, Die My Darling et une reprise de Billy Idol, White Wedding ainsi qu'une chanson acoustique écrite par le batteur de Bayside (groupe signé sur le même label). La pochette de l'EP ainsi que son titre offre un bref aperçu du contenu, Cet EP suit la même logique lyrique que Nightmare Anatomy, mais développe encore plus une ambiance horror punk. We Sleep Forever, dont le seul clip de l'EP est tiré est aussi la musique de Dead Silence.

### ConvictionetKnives(2007–2010)
Leur troisième opus, Conviction, sorti le 21 août 2007, est différent de ce que les Aiden ont pu faire avant, le groupe est influencé par des groupes comme The Cure mais surtout The Smiths dont wiL est fan(durant la tournée qui suivit Conviction wiL reste seul sur chaque date seul sur scène et reprend There Is a Light that Never Goes Out des Smiths). Cet album est calme et traite d'amour. Deux clips sont actuellement disponible One Love et Moment. Le 20 mai 2008, le groupe poste un bulletin sur son MySpace, c'est officiel Jake Wambold quitte le groupe. Pour l'instant le groupe n'envisage pas de trouver un remplaçant.
Le quatrième album d'Aiden, Knives, est publié le 12 mai 2009. L'album atteint la 95e place du Billboard 200 et la 12e place des Independent Albums Chart. Le 31 mars 2009, un nouveau single, Scavengers of the Damned, est publié sur iTunes. En janvier et février 2010, le groupe joue avec Anti-Flag à la tournée Economy Sucks, Let's Party! qu'ils tourneront pour le DVD From Hell...With Love, publié le 16 mars 2010. Ils annoncent aussi une tournée britannique et en Europe avec Saosin. Cependant, Saosin est renvoyé de la tournée qui finit par être annulée par manque de fonds. Aiden tourne après au Royaume-Uni entre novembre  et décembre 2010 avec Francesqa et The Dead Formats en soutien.

### DisguisesetSome Kind of Hate(2011–2012)
Le 2 février 2011, le titre de leur nouvel album est annoncé, Disguises qui est publié le 29 mai 2011. Le premier single s'intitule Walk Among the Dead et est publié sur iTunes. Le 9 mai 2011, Aiden annonce le départ du batteur Jake Davison souhaitant refaire sa vie. Aiden recrute Ryan Seaman, batteur de Falling in Reverse, avec qui ils jouent à la tournée Horror Nights Tour aux côtés de Vampires Everywhere!, Eyes Set to Kill, Dr. Acula, et Get Scared en été 2011. Aiden publie son sixième album, Some Kind of Hate, le 25 octobre 2011. Il s'agit de leur dernier album publié chez Victory Records, et le second album d'Aiden publié en 2011. Un clip du premier single, Broken Bones, est filmé et publié sur YouTube. En décembre 2011, le groupe annonce une tournée appelée Rock Beyond Belief.
Le 1er janvier 2012, le guitariste Angel Ibarra décide de quitter le groupe. Malgré cela, le groupe participe à la tournée Something Wicked This Way Comes, sur la côte ouest américaine en janvier 2012 avec Wednesday 13 et Modern Day Escape. Pour cette tournée, Ian MacWilliams et Keef West se joignent au groupe à la guitare et batterie, respectivement. There Will Be Blood, la chanson d'ouverture de Some Kind of Hate, est utilisée comme chanson-thème à l'événement Genesis du Total Nonstop Action Wrestling.

### Pause (2012–2014)
À la fin du Something Wicked this Way Comes, Aiden se met en pause. Francis se consacre à William Control et Wiggins joue dans son nouveau groupe, Girl On Fire. Francis produira aussi des albums pour Fearless Vampire Killers et Ashestoangels. En janvier 2013, Francis explique qu'Aiden se séparera définitivement après la sortie d'un nouvel album. Il est annoncé pour 2014, mais repoussé à l'année suivante.

### Retour etAiden(2014–2016)
Le 30 décembre 2014, Aiden brise deux ans de silence en postant « 2015 » sur son compte Facebook, ce qui suggère un possible retour. Le 2 janvier 2015, Francis poste que leur nouvel album est en cours d'enregistrement. Il révèle le départ de Nick Wiggins. Wiggins est remplacé par Kenneth Fletcher. En juillet 2015, Francis annonce vouloir publier l'album en téléchargement gratuit pour le 31 octobre.
Aiden, leur nouvel album, fait participer Ashley Costello de New Years Day, Adam Crilly d'Ashestoangels, Chris Motionless de Motionless in White, Craig Mabbitt d'Escape the Fate, et Kier Kemp de Fearless Vampire Killers, et le batteur Ryan Seaman de Falling in Reverse. Le 9 octobre 2015 sort le premier single de Aiden, Crawling Up From Hell. Aiden joue son dernier concert le 31 janvier 2016 au Camden Underworld.

## Membres

### Derniers membres
- William « wiL » Francis - chant, piano (2003–2016), guitare rythmique (2008–2016), basse (2003)
- Ian MacWilliams - guitare solo (2012–2016)
- Kenneth Fletcher - basse, chœurs (2015–2016)
- Ben Tourkantonis - batterie, percussions (2015–2016)

### Membres de tournée
- Mike Novak - batterie, percussions (2011)
- Ryan Seaman - batterie, percussions (2011)

### Anciens membres
- Steve Clemens - chant (2003)
- Jake Wambold - guitare rythmique, chœurs (2003–2008)
- Jake Davison - batterie, percussions (2003–2012)
- Angel Ibarra - guitare solo, chœurs (2003–2012)[11]
- Nick Wiggins - basse, chœurs (2003–2015)
- Keef West - batterie, percussions (2012–2015)

## Discographie

### Albums studio
- 2004 : Our Gang's Dark Oath
- 2005 : Nightmare Anatomy
- 2007 : Conviction
- 2009 : Knives
- 2010 : From Hell...With Love
- 2011 : Some kind of Hate
- 2015 : Aiden

### EP
- 2004 : A Split of Nightmares (split avec Stalin's War)
- 2006 : Rain in Hell

### Singles
- Our Gang's Dark Oath : I Set My Friends on Fire, Fifteen
- Nightmare Anatomy : Knife Blood Nightmare, The Last Sunrise, Die Romantic
- Rain In Hell : We Sleep Forever
- Convictio : One Love, Moment
- Knives : Scavengers of the Damned, Let The Right One In